# باکلان رخ‌سرخ
باکلان رخ‌سرخ (نام علمی: Phalacrocorax urile) نام یک گونه از سرده باکلان‌ها است.